# Teorema de Lehmann–Scheffé
En estadística y ramas afines, el teorema de Lehmann-Scheffé enlaza las ideas de integridad, suficiencia, singularidad, y la mejor estimación objetiva. El teorema establece que cualquier estimador que es insesgado para una cantidad desconocida dada y que está basada sobre la base de sólo un estadístico suficiente y completo, y en ningún otro valor de datos derivados, es el mejor estimador imparcial de esa cantidad, es decir es el estimador insesgado de varianza mínima. El teorema de Lehmann-Scheffé lleva el nombre de Erich Leo Lehmann y Henry Scheffé, dados sus dos primeros trabajos en el tema.
Formalmente, si T es una estadístico suficiente y completo para el parámetro θ y E [g (T)] = τ (θ) entonces g(T) es el estimador insesgado de uniformemente mínima varianza de τ (θ).